# Pont routier du Tay
Ne doit pas être confondu avec Pont ferroviaire du Tay.
Le pont routier du Tay est un pont routier franchissant l'estuaire du Tay au sud de Dundee, en Écosse au Royaume-Uni. Il relie précisément les villes de Dundee (au nord) et Newport-on-Tay (au sud). Il constitue une portion de la route A92 (en). Il est situé juste en aval du pont ferroviaire du Tay.
Avec une longueur de 2 250 mètres, il est l'un des ponts routiers les plus longs d'Europe et a remplacé, depuis son ouverture en 1966, l'ancien service de ferry-boat.

## Historique
Sa construction a nécessité la destruction d'un arc de triomphe, le Royal Arch (en), construit entre 1849 et 1853 pour commémorer la visite à Dundee de la reine Victoria et de son mari, le Prince Albert en 1844.
La construction du pont a nécessité 140 000 tonnes de béton, 4 600 tonnes d'acier au carbone et 8 150 tonnes d'acier de construction. Le pont comprend 42 travées, avec un canal permettant la navigation sur sa partie la plus proche du Fife. Sa hauteur au-dessus du niveau de la mer varie de 9,75 mètres à Dundee à 38,1 mètres à Newport-on-Tay.
Il fut inauguré le 18 août 1966 par la Reine-mère.
Deux obélisques commémoratifs se dressent, l'un de 15 mètres de haut, du côté de Newport-on-Tay, et un autre, plus petit, du côté de Dundee, à la mémoire de Willie Logan, directeur de l'entreprise Duncan Logan Construction Ltd qui a construit le pont, et qui s'est tué dans un accident d'avion et des 5 ouvriers qui ont trouvé la mort lors du chantier de construction.
De son ouverture en 1966 jusqu'au 1er juin 1991, les véhicules l'empruntant devaient s'acquitter d'un péage. À partir de cette date et jusqu'au 10 février 2008, seuls les véhicules allant dans le sens Dundee-Newport-on-Tay devaient s'acquitter d'un péage, l'autre sens étant gratuit. Depuis lors, et à la suite d'une loi votée par le Parlement écossais le 31 mai 2007, le pont est gratuit dans les deux sens.
36 personnes sont employées par le Tay Road Bridge Joint Board qui gère le pont.

## Photographies

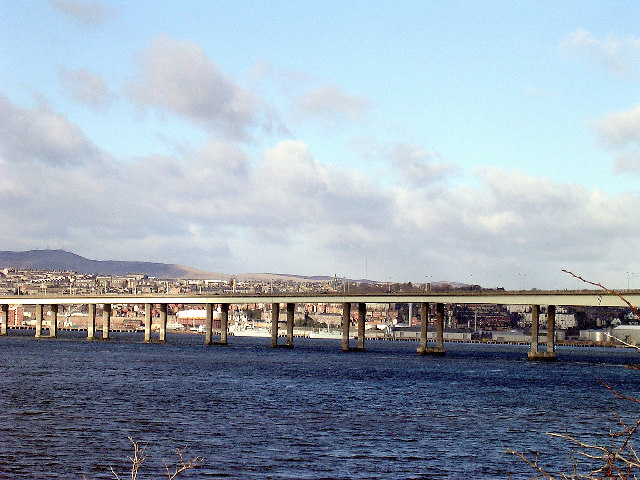
Le pont routier du Tay, vu depuis Dundee
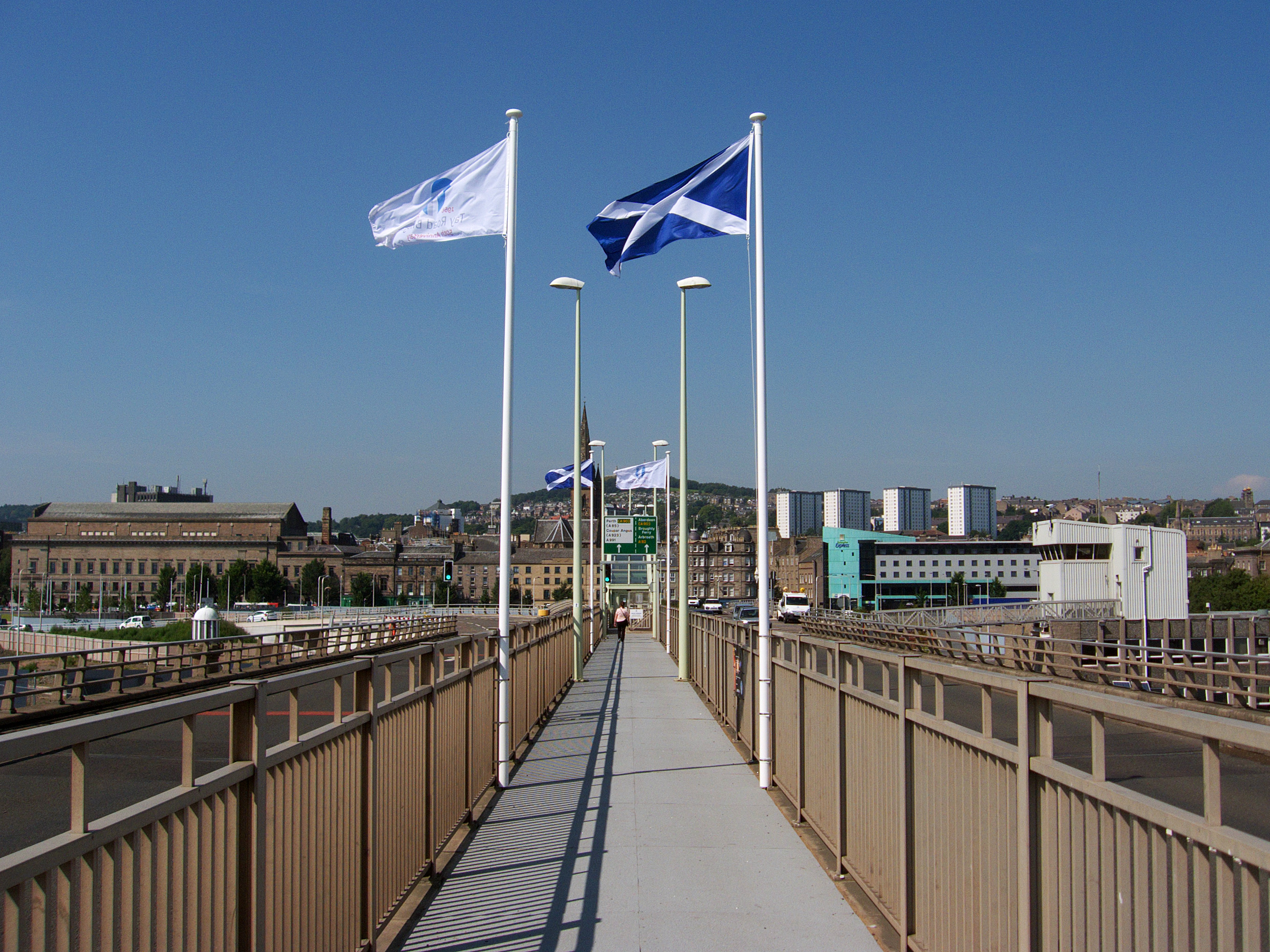
Le passage piéton du pont, avec Dundee à l'arrière-plan.
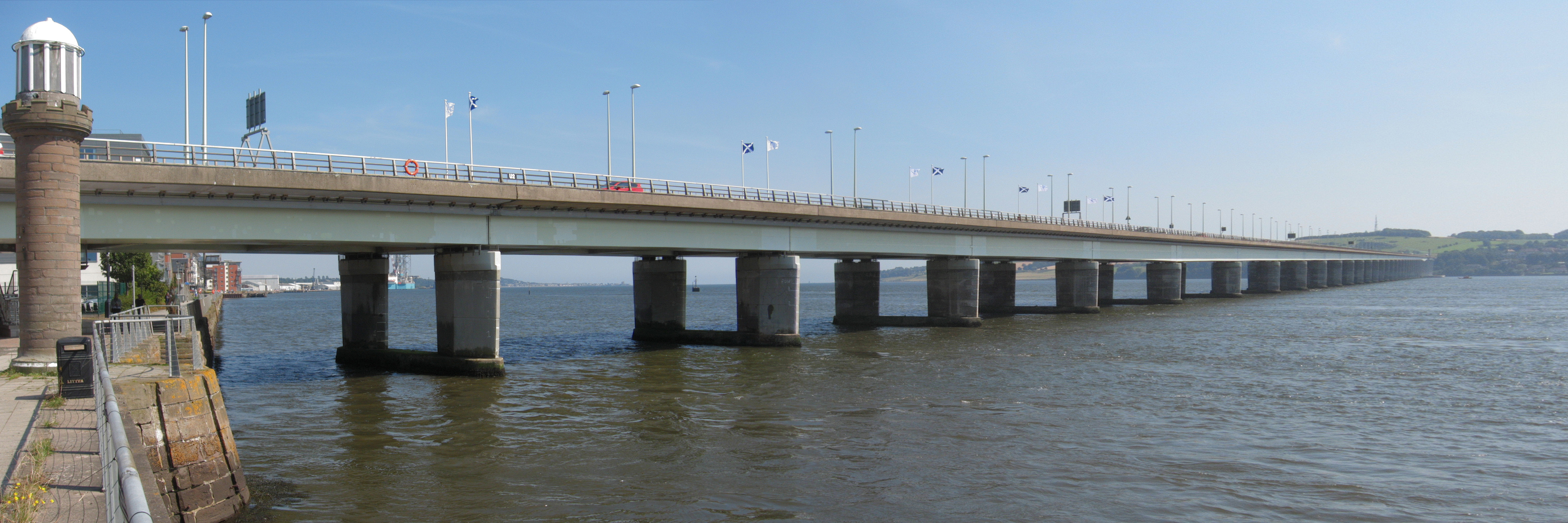
Le pont routier du Tay à Dundee, avec Fife à l'arrière-plan.